# Дубровина, Вера Андреевна
Ве́ра Андре́евна Дубро́вина (10 августа 1917 — 2000) — русская советская артистка балета, балерина Саратовского академического театра оперы и балета. Народная артистка РСФСР (1957).

## Биография

Соборная площадь 5 Саратов

Вера Андреевна родилась 10 августа 1917 года. В 1939 окончила хореографическое отделение Саратовского театрального техникума, работала в Саратовском академическом театре оперы и балета. В 1957 ей было присвоено звание народной артистки РСФСР. После завершения театральной карьеры работала педагогом в Саратовском хореографическом училище.

## Главные партии
- Одетта-Одиллия, «Лебединое озеро» (1940)
- Мария, «Бахчисарайский фонтан»
- Аврора, «Спящая красавица»
- Тао Хоа, «Красный мак»
- Параша, «Медный всадник»
- Раймонда, Лауренсия, Эсмеральда, Девушка-птица, «Шурале»
- Фани, «Большой вальс»
- Шари, «Платочек» (1956)
- Девушка, «Девушка и Смерть», В. Ковалёв (1961)

## Партнёры
- В. Т. Адашевский
- Б. Я. Брегвадзе
- Ю. Горбачёв
- А. Фёдоров

## Память
- Мемориальная доска Дубровиной В.А. установлена на Соборной площади дом 5 в Саратове 01.06.2009 (в день 80 лет Саратовского балета). Авторы: художник Сергей Болдырев и скульптор Николай Бунин.